# Рік

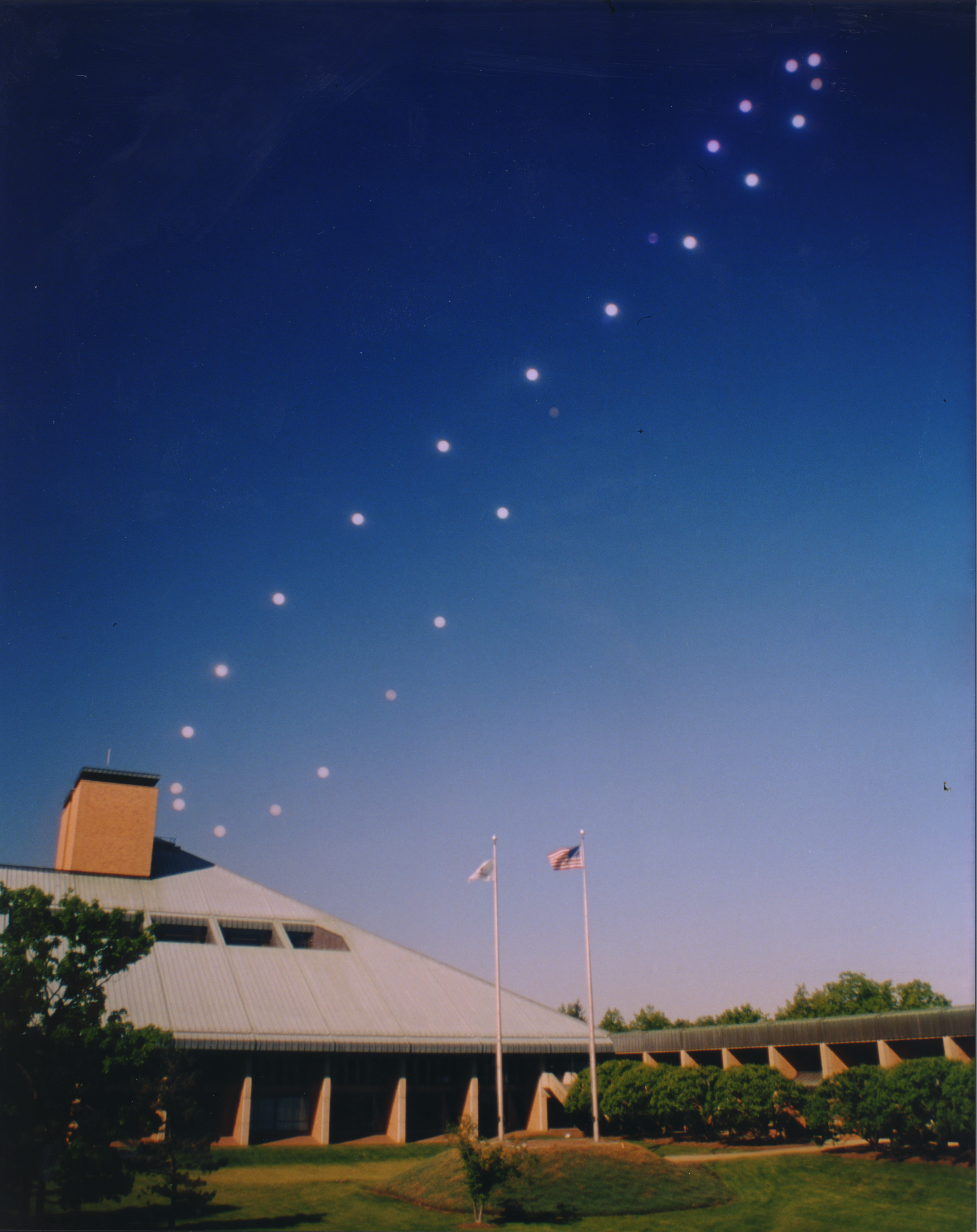
Аналема, яка ілюструє розташування на небосхилі Сонця в один і той же час доби протягом року

Рік— позасистемна одиниця вимірювання часу, що відповідає періоду обертання Землі навколо центра мас Сонячної системи та позірним видимим рухом Сонця по екліптиці. Схожим чином це може стосуватись будь-якої планети, наприклад, марсіанський рік в астрономії це період обігу Марса довкола Сонця.
Земний календарний рік в григоріанському і юліанському календарях дорівнює 365 добам в невисокосних роках, і 366 добам в високосні роки. Доба дорівнює періоду обертання Землі навколо своєї осі, тому можна сказати, що Земний рік приблизно дорівнює 365 обертам Землі навколо своєї осі.

## Основні параметри
Багато процесів у живій та неживій природі мають річну циклічність, тобто повторюються один раз на рік. У помірних широтах рік поділяють на чотири пори року: весну, літо, осінь і зиму. Циклічність пояснюється зміною височини дуги, що нею рухається сонце небом. Влітку сонце підіймається високо над горизонтом, його промені падають на землю під більшим кутом щодо горизонту й нагрівають її сильніше. Взимку сонце рухається низько над обрієм, а тому кут падіння променів менший, і земля прогрівається слабше. З астрономічної точки зору циклічність пояснюється тим, що земна вісь нахилена щодо площини обертання Землі навколо Сонця.

## Етимологія
Слово «рік» пов'язане зі схожими за змістом термінами у слов'янських мовах: рос. рок — «доля» (рік, термін, час, пора, доба); біл. рок — «рік»; д.-рус. рокъ — «вік, доля»; пол., чеськ., словац. і н.-луж. rok — «рік»; мак. rok, словен. ròk — «термін»; староцерк.-слов. рокъ — «призначений заздалегідь термін»

## Астрономічні визначення тривалості року
Планета Земля завдяки своїй несферичній формі та впливу інших небесних тіл здійснює складний рух. Обертаючись навколо Сонця, вона водночас обертається навколо своєї осі, яка в свою чергу здійснює періодичні рухи — нутацію й прецесію. З урахуванням цих процесів точне визначення тривалості року, необхідне в астрономії, не проста задача.
Існує кілька визначень тривалості року, які мають дещо різні значення.
Тропічний рік, який є основою григоріанського календаря, визначається як період, за який екліптична довгота Сонця збільшується на 360°. Екліптична довгота вимірюється відносно весняного рівнодення, тобто тропічний рік — це проміжок часу між двома весняними рівноденнями. Тривалість цього проміжку дещо змінюється. Для 2000 року тропічний рік дорівнював 365 діб, 5 годин, 48 хвилин, 45.1875 секунди.
Сидеричний або зоряний рік визначається як проміжок часу, за який Земля здійснює повний оберт в системі відліку, пов'язаному із зорями. Сидеричний рік довший від тропічного приблизно на 20 хв. у зв'язку з прецесією земної осі. На 2000 рік тривалість сидеричного року становила 365 діб 6 годин 9 хв. 9.7676 с.
Аномалістичний рік визначається як час, потрібний Землі для здійснення одного оберту відносно апсид, точніше як час між двома перигеліями. Середній аномалістичний рік дорівнює
365,259 636 діб (365 доби 6 год 13 хв 52,6 с на 2011). Він дещо довший за сидеричний рік у зв'язку з прецесією земної орбіти.
Визначення юліанського року опирається на визначення секунди. Юліанський рік дорівнює 31 557 600 с або 365,25 діб по 86 400 с кожна. Визначення юліанського року не зв'язане з астрономічними спостереженнями. Воно фіксоване, а не змінюється з часом внаслідок різноманітних впливів на рух Землі. Таке визначення потрібне, наприклад, для означення світлового року — астрономічної одиниці довжини. Тривалість секунди визначена Генеральною конференцією мір і ваг за цезієвим стандартом.
Гаусів рік — сидеричний рік планети, масою якої можна знехтувати в порівнянні з масою Сонця. Це зручне поняття в фізиці. Гаусів рік визначається гравітаційною сталою. Тривалість Гаусового року 365,256 898 3 доби (365 діб 6 год 9 хв 56 с).
Драконів рік або екліптичний рік — час, потрібний Сонцю для того, щоб здійснити один оберт відносно того ж місячного вузла, тобто точки де орбіта Місяця перетинає екліптику. Цей рік пов'язаний із затемненнями, які відбуваються тоді коли як Місяць, так і Сонце перебувають поблизу місячного вузла. Середня тривалість екліптичного року дорівнює 346,620 075 883 діб (346 діб 14 годин 52 хвилин 54 с на 2000 рік).
Отже, і аномалістичний, і тропічний, і драконів роки визначені в неінерційних системах відліку, що обертаються з різними кутовими швидкостями відносно інерційної системи, у якій визначено сидерический рік.

## Календарний рік
Через те, що тривалості астрономічних циклів не кратні одна одній, існує проблема у розподілі місяців за роками і днів за місяцями. Для її вирішення і були розроблені різні календарні системи. Календарні цикли (добовий, місячний і річний) будуються так, щоб максимально відповідати астрономічним циклам (обертання Землі навколо своєї осі, рух Місяця навколо Землі і, у свою чергу, Землі навколо Сонця).
Головна проблема полягає в тому, що довжина тропічного року більше місячного року приблизно на 11 днів. Це означає, що не можна побудувати тропічний рік з цілої кількості
синодичних місяців.
Питання про точне визначення кількості днів у році було важливим для практичної діяльності людини з прадавніх часів. Періодичність змін пір року та інших земних природних явищ надто залежить від погоди, а тому не може забезпечити потрібну точність. Спостереження за зоряним небом дають набагато кращі результати. Важливими опорними точками в таких спостереженнях є дні сонцестояння та рівнодення. Аналіз результатів показав, що рік не складається із цілого числа діб. Його тривалість лежить у межах між 365 та 366 днями, дорівнюючи приблизно 365 добам із четвертю. На основі цих даних був затверджений юліанський календар, в якому кожен четвертий рік тривав 366 діб і називався високосним.
До юліанського календаря в Стародавньому Єгипті, Вірменії, Персії використовувався нечіткий рік (annus vagus), який дорівнював 12 місяцям по 30 днів. Решту 5 або 6 днів вставлялися в календар додатково. Подібну систему літочислення застосовували також ацтеки та мая.
Поступово з плином століть виявилося, що тривалість року не дорівнює 365 діб та 6 годин точно, а тому дати сонцестояння і рівнодення змінюються. До XVI століття вони змістилися на 10 днів. Тому в 1582 було запроваджено новий григоріанський календар, названий на честь Папи Римського Григорія XIII. Григоріанський календар передбачає поправки до юліанського, які дозволяють компенсувати зміну дат сонцестояння і рівнодення. Цим календарем ми користуємося й досі.
Календарний рік у григоріанському та юліанському календарях дорівнює 12 місяцям (365 діб у невисокосні роки та 366 діб у високосні роки).
За григоріанським календарем рік поділяється на 12 місяців, які мають тривалість 30 днів або 31 день, крім лютого, який триває 28 днів у невисокосні роки й 29 днів у високосні роки.
Календарні роки нумеруються. Початком відліку в григоріанському календарі вибрана приблизна дата народження Ісуса Христа. До років, які минули після цієї дати іноді додається позначення AD (Anno Domini — рік Господа). Роки, що передують цій даті відраховуються в оберненому порядку і позначаються до н. е. Наприклад, 2 до н. е. передував 1 до н. е.. Нульового року не існує.
Місячний рік триває 12 повних місячних циклів, приблизно 354,37 діб. Місячний рік є основою для місячного календаря. Місячний календар зсувається відносно сонячного кожного року на 11-12 днів. Його використовують здебільшого для релігійного літочислення, крім Саудівської Аравії, де місячний календар чинний також у комерції.
Період із 10 років називається десятиліттям, із 100 років — століттям, із 1000 років — тисячоліттям.

## Інші періоди часу, які називають роками
Галактичний рік — період обертання Сонця і найближчих до нього зір довкола центру Галактики. Галактичний рік дорівнює приблизно 225—250 млн земних років.
Платонівський рік (великий рік, світовий рік) — період в прецесії осі обертання Землі. Платонівський рік дорівнює за різними даними від 25 700 до 25 800 звичайних календарних років.

## Символ
У Міжнародній системі одиниць (SI) символом для позначення як одиниці часу є символ «a» від скорочення латинського слова annus (1 a = 365 d або 366 d), що визначено в інформаційному додатку.
В англомовних виданнях ненаукового спрямування інколи використовуються скорочення «y» або «yr», а також у науковій літературі, переважно в геології, археології та палеонтології, де скорочення «kyr, myr/m.yr/m.y., byr/b.yr/b.y.» (відповідно, тисячі, мільйони та мільярди) та їм подібні позначення інколи неформально застосовуються для вказання тривалостей та інтервалів часу.

### Символa
Стандарти NIST SP811 та ISO 80000-3:2006 пропонують до використання символ «a» (хоча a також використовується як позначення одиниці площі ар, але контекст використання зазвичай дозволяє легко відрізнити ці величини)).
Стандарт США для програмування «Уніфіковане позначення одиниць вимірювання» усуває неоднозначність між різними символами, вказаними у стандартах ISO 1000, ISO 2955 та ANSI X3.50, через використання
ar для арів та:
at = 365,24219 доби для середнього тропічного року
aj = 365,25 доби для середнего юліанського року
ag = 365,2425 доби для середнього григоріанського року
a = 1 aj рік (без подальшого уточнення).
Визначення, спільно ухвалене Міжнародним союзом теоретичної і прикладної химії та Міжнародним союзом геологічних наук, рекомендує для використання annus (скорочення a) для року, визначеного як тропічний рік у 2000 році:
a = 365,24219265 доби = 31556925,445 секунди
Така нотація суперечить ранішій домовленості між геофізиками про використання a лише для виразів «років тому», а y чи yr для періоду в один рік.

### Використання символаaз префіксами SI
Можуть використовуватись альтернативні форми одиниць, де скорочується сполучна голосна літера, наприклад, kilannum, megannum тощо:
- ka (кілорік kiloannum), дорівнює одній тисячі (103) років. Зазвичай викристовується у геології, палеонтології, археології для епохи Голоцену та Плейстоцену, де для визначення віку тих чи інших об'єктів використовуються методи відмінні від радіовуглецевого аналізу, такі як, наприклад, з використанням льодових кернів, дендрохронологія, уран-торієве датування[en], датування за сезонною шаруватістю[en]. Якщо вік визначений за допомогою радіовуглецевого аналізу, тоді він має бути виражений або в радіовуглецевих, або у календарних (уточнених) роках до теперішнього часу.
- Ma (мегарік megaannum), одиниця часу, що дорівнює одному мільйону (106) років. Широко використовується у наукових дисциплінах, таких як геологія, палеонтологія та небесна механіка для тривалих проміжків часу у минулому чи майбутньому. Наприклад, тиранозавр був поширений приблизно 65 Ma (65 мільйонів років) тому. В астрономічних додатках під роком зазвичай мається на увазі юліанський рік, в геології і палеонтології різні автори можуть мати на увазі різні тривалості року.
- Ga (гігарік gigaannum), одиниця часу, що дорівнює одному мільярду (109) років. Використовується у таких науках як фізична космологія та геологія для позначення надзвичайно тривалих періодів у минулому. Наприклад, утворення Землі відбулось приблизно 4,57 Ga (4,57 мільярда років) тому.
- Ta (терарік teraannum), одиниця часу, що дорівнює 1012 рокам (один трильйон років). Це колосальний період часу, приблизно у 70 разі більший за вік Всесвіту, величина порядку тривалості життя червоного карлика.
- Pa (петарік petaannum), одиниця часу, що дорівнює 1015 рокам (один квадрильйон років). Період напіврозпаду кадмію-113 становить приблизно 8 Pa[15]. Це позначення збігається з позначенням одиниць тиску паскалів, однак за контекстом зазвичай не складає труднощів відрізнити одне від одного.
- Ea (ексарік exaannum), одиниця часу, що дорівнює 1018 років (один квінтильйон років). Період напіврозпаду вольфраму-180 становить 1,8 Ea[16].
- Za (зеттарік zettaannum), одиниця часу, що дорівнює 1021 років (один секстильйон років). Період напіврозпаду телуру-130 становить близько 0,7 Za[17].
- Ya (йотарік yottaannum), одиниця часу, що дорівнює 1024 років (один септильйон років). Період напіврозпаду телуру-128 становить близько 7,7 Ya[18].

## Річні періоди
Людська діяльність часто регламентується з періодичністю в 1 рік. Наприклад, навчальний рік — період навчання в системі освіти. Навчальний рік починається одного й того ж дня кожного року й триває певну кількість днів, яка залежить від країни та освітнього закладу. В Україні навчальний рік у школах починається 1 вересня.
Фінансовий рік — річний період, на який планується бюджет. Фінансовий рік визначає також період публікації звітів. В Україні, Ізраїлі, Росії фінансовий рік починається з 1 січня та триває до 31 грудня.

## Сучасне літочислення років
У всіх державах Європи та більшості країн світу сучасне літочислення у роках нашої ери, включно з XXI століттям та 3-тім тисячоліттям ведеться від Різдва Христового і позначається латинською > Anno Domini, або скорочено: A.D./AD. Повністю фраза звучить: лат. Anno Domini Nostri Iesu Christi (в рік Господа нашого Ісуса Христа). За таким літочисленням нульового року немає, тому 1 рік AD (нової ери) йде відразу ж після 1 року до Різдва Христового (до нової ери).
В українській мові вживається відповідник «рік Божий», «року Божого» (р. Б.).

## Виноски
1. ↑  Рік // Українська радянська енциклопедія : у 12 т. / гол. ред. М. П. Бажан ; редкол.: О. К. Антонов та ін. — 2-ге вид. — К. : Головна редакція УРЕ, 1974–1985.
2. ↑  Етимологічний словник української мови: У 7 т. / Редкол. О. С. Мельничук (голов. ред.) та ін. — К.: Наук. думка, 1983. — ISBN 966-00-0816-3. Т. 5: Р — Т / Уклад.: Р. В. Болдирєв та ін. — 2006. — 704 с. — С. 94. — ISBN 966-00-0785-X
3. ↑  Astronomical Almanac for the Year 2011. Washington and Taunton: U.S. Government Printing Office and the U.K. Hydrographic Office. 2009. с. A1, C2.
4. ↑  Галактичний рік // Астрономічний енциклопедичний словник / за заг. ред. І. А. Климишина та А. О. Корсунь. — Львів : Голов. астроном. обсерваторія НАН України : Львів. нац. ун-т ім. Івана Франка, 2003. — С. 94. — ISBN 966-613-263-X.
5. ↑  Саплин А. Ю. Астрологический энциклопедический словарь / Под общей редакцией Г. Е. Куртика. — Тула: Русская историческая энциклопедия; Москва: Внешсигма, 1994. — 476 с. — С.97
6. 1 2 3  Russ Rowlett. Units: A. How Many? A Dictionary of Units of Measurement. University of North Carolina. Архів оригіналу за 20 грудня 2008. Процитовано 9 січня 2009.
7. 1 2  
AGU Editorial Style Guide for Authors. American Geophysical Union. 21 вересня 2007. Архів оригіналу за 14 липня 2008. Процитовано 9 січня 2009.
8. 1 2  North American Commission on Stratigraphic Nomenclature (November 2005). North American Stratigraphic Code. The American Association of Petroleum Geologists Bulletin (вид. Article 13 (c)). 89 (11): 1547—1591. Архів оригіналу за 2 лютого 2014. Процитовано 13 грудня 2018.
9. ↑  Ambler Thompson, Barry N. Taylor (2008). Special Publication 811: Guide for the Use of the International System of Units (SI) (PDF). National Institute of Standards and Technology (NIST). Архів оригіналу (PDF) за 11 травня 2008. Процитовано 13 грудня 2018.
10. ↑  ISO 80000-3:2006, Quantities and units – Part 3: Space and time. Geneva, Switzerland: International Organization for Standardization. 2006. Архів оригіналу за 10 травня 2013.
11. ↑  Gunther Schadow, Clement J. McDonald. Unified Code for Units of Measure. Архів оригіналу за 8 травня 2008. {{cite web}}: Недійсний |deadlink=unknown-host (довідка)
12. ↑  Архівована копія. Архів оригіналу за 4 березня 2010. Процитовано 13 грудня 2018.{{cite web}}:  Обслуговування CS1: Сторінки з текстом «archived copy» як значення параметру title (посилання)
13. ↑  Norman E. Holden, Mauro L. Bonardi, Paul De Bièvre, Paul R. Renne, and Igor M. Villa (2011). IUPAC-IUGS common definition and convention on the use of the year as a derived unit of time (IUPAC Recommendations 2011). Pure and Applied Chemistry. 83 (5): 1159—1162. doi:10.1351/PAC-REC-09-01-22.
14. 1 2  Celeste Biever (27 квітня 2011). Push to define year sparks time war. New Scientist. Процитовано 28 квітня 2011.
15. ↑  P. Belli та ін. (2007). Investigation of β decay of 113Cd. Phys. Rev. C. 76 (6): 064603. Bibcode:2007PhRvC..76f4603B. doi:10.1103/PhysRevC.76.064603. {{cite journal}}: Явне використання «та ін.» у: |author= (довідка)
16. ↑  F. A. Danevich та ін. (2003). α activity of natural tungsten isotopes. Phys. Rev. C. 67: 014310. arXiv:nucl-ex/0211013. Bibcode:2003PhRvC..67a4310D. doi:10.1103/PhysRevC.67.014310. {{cite journal}}: Явне використання «та ін.» у: |author= (довідка)
17. ↑  R. Arnold та ін. (2011). Measurement of the ββ Decay Half-Life of 130Te with the NEMO-3 Detector. Phys. Rev. C. 107: 062504. doi:10.1103/PhysRevLett.107.062504. {{cite journal}}: Явне використання «та ін.» у: |author= (довідка)
18. ↑  T. Bernatowicz, J. Brannon, R. Brazzle, R. Cowsik, C. Hohenberg, and F. Podosek (1993). Precise determination of relative and absolute ββ-decay rates of 128Te  and 130Te. Phys. Rev. C. 47: 806—825. doi:10.1103/PhysRevC.47.806.
19. ↑  Мега-Нау професійна юридична система. Архів оригіналу за 2 квітня 2015. Процитовано 21 березня 2015.